# 당쟁비화
"당쟁비화"는 한국에서 제작된 안성찬 감독의 1961년 영화이다. 신영균 등이 주연으로 출연하였고 이종인 등이 제작에 참여하였다.

## 출연

### 주연
- 신영균
- 주증녀
- 최남현
- 유계선

## 기타
- 조명: 김석진
- 미술: 이수진